# チキンハート・ブルース
チキンハート・ブルース（Cold Feet）は1989年に製作されたアメリカのコメディ映画。トム・ウェイツがイチジクを好物にする偏執狂の殺し屋役を演じている。

## あらすじ
宝石を馬に飲ませてメキシコからアメリカへ密輸を図る三人の裏切りと逃亡を描いたロードムービー。

## キャスト
※括弧内は日本語吹替
- モンティ・レイサム - キース・キャラダイン（千田光男）
- モリーン - サリー・カークランド（向井真理子）
- ケニー - トム・ウェイツ（小林清志）
- バック・レイサム - ビル・プルマン
- ローラ・レイサム - キャスリーン・ヨーク
- ローズマリー - アンバー・バウアー（渡辺菜生子）
- 保安官 - リップ・トーン（池田勝）
- 獣医 - ヴィンセント・スキャヴェリ（北村弘一）
- バーテンダー - ジェフ・ブリッジス（クレジットなし）